# ژچنگوو
ژچنگوو (به لهستانی:  Rzeczniów) یک روستا در لهستان است که در گمینا ژچنگوو واقع شده‌است.